# Kuta (Belik)
Kuta is een bestuurslaag in het regentschap Pemalang van de provincie Midden-Java, Indonesië. Kuta telt 9853 inwoners (volkstelling 2010).